# تاکارا تامی
تاکارا تامی (انگلیسی: Tomy) شرکت بازی ویدئویی ژاپنی است، که در سال ۲۰۰۶ تأسیس شد.